# Jasminähnlicher Seidelbast
Der Jasminähnliche Seidelbast (Daphne jasminea) ist eine Pflanzenart aus der Gattung Seidelbast (Daphne) in der Familie der Seidelbastgewächse.

## Merkmale
Der Jasminähnliche Seidelbast ist eine niederliegende oder aufrechte, immergrüne Polsterpflanze oder ein Zwergstrauch, der Wuchshöhen bis 30 Zentimeter erreicht. Die Zweige sind kurz und gewunden. Junge Triebe sind kahl. Die Laubblätter sind länglich-verkehrteiförmig und messen 0,8 bis 1,1 × 0,14 bis 0,3 Zentimeter. 
Die Blüten sind einzeln oder zu zweit (selten zu dritt) endständig. Die Tragblätter sind sehr klein und hinfällig. Die Außenseite der kronblattähnlichen Kelchblätter ist meist purpurn getönt, innen sind sie weiß oder hellgelb. Sie sind spitz und dreieckig. Die Früchte sind rot.
Die Blütezeit reicht von April bis Mai und von September bis Oktober.
Die Chromosomenzahl beträgt 2n = 18.

## Vorkommen
Der Jasminähnliche Seidelbast kommt in Südost-Griechenland, auf West-Kreta und in Nordost-Libyen auf Felswänden, in Phrygana und in Zwergstrauchheiden in Höhenlagen von 50 bis 1000 Meter vor.

## Nutzung
Der Jasminähnliche Seidelbast wird selten als Zierpflanze für Alpinhäuser genutzt.